# Зандау (Елбе)
Зандау (њем. Sandau) град је у њемачкој савезној држави Саксонија-Анхалт. Једно је од 26 општинских средишта округа Штендал. Према процјени из 2010. у граду је живјело 993 становника. Посједује регионалну шифру (AGS) 15090445.

## Географски и демографски подаци
Зандау се налази у савезној држави Саксонија-Анхалт у округу Штендал. Град се налази на надморској висини од 27 метара. Површина општине износи 18,6 km². У самом граду је, према процјени из 2010. године, живјело 993 становника. Просјечна густина становништва износи 53 становника/km².